# Бурыгина, Юлия Ивановна
Ю́лия Ива́новна Буры́гина (1930—2001) — советская актриса театра и кино, Заслуженная артистка РСФСР (1990).

## Биография
Родилась 27 марта 1930 года в Москве. Отец Иван Семенович Бурыгин окончил полиграфический институт, во время Великой Отечественной войны был главным редактором издательства армейской газеты «Вперед на врага» 60-й армии. Мать, Антонина Ивановна (1906—1994), была домохозяйкой. В семье было двое детей: Юлия и её младший брат Леонид (г.р. 1938).
Юлия Бурыгина училась в московской школе № 149, а затем в школе при Политуправлении Советской военной администрации в Германии (1946—1949), куда по службе перевели её отца. Окончила Высшее театральное училище имени М. С. Щепкина (курс Л. А. Волкова; вместе с ней учились на курсе Е.Буренков и Н.Подгорный). С 1954 года работала в Малом Театре.
Снялась в нескольких фильмах своего супруга, режиссёра Г. И. Полоки, своего однокурсника.
Умерла 12 сентября 2001 года в Москве. Похоронена на Химкинском кладбище, участок 153Б.

## Награды и звания
- заслуженная артистка РСФСР (1990)
- Орден Дружбы (1999)[3]

## Творчество

### Театральные работы
- «Крылья» А. Е. Корнейчука — Лида
- «Порт-Артур» А. Н. Степанова — Варя Белая
- «Деньги» — Ольга
- «Село Степанчиково и его обитатели» Ф. М. Достоевского — Настенька
- «Иванов» А. П. Чехова — Бабакина
- «Когда улыбались звезды» — Лиля Хомуток
- «Горе от ума» А. С. Грибоедова — Лиза
- «Гроза» А. Н. Островского — Варвара
- «Правда — хорошо, а счастье лучше» А. Н. Островского — Поликсена
- «Доктор философии» Б. Нушича — Марица
- «Не всё коту масленица» А. Н. Островского — Круглова
- «Женитьба Бальзаминова» А. Н. Островского — Антрыгина
- «Красавец-мужчина» А. Н. Островского — Аполлинария Антоновна
- «Холопы» П. П. Гнедича — Мина
- «Дядюшкин сон» Ф. М. Достоевского — Карпухина
- «Свои люди — сочтёмся» — Устинья Наумовна
- 1956 — «Власть тьмы» Л. Н. Толстого. Режиссёр: Б. И. Равенских — Марина[4]

Снималась в фильмах-спектаклях Малого Театра:
- 1986 — Женитьба Бальзаминова — Антрыгина
- 1987 — Каменный цветок — барыня
- 1989 — Холопы — Мина

Работала на радио (участвовала в записи спектакля «Ангарские были», 1962).

### Фильмография
- 1966 — Республика ШКИД — Элла Андреевна Люмберг (Эланлюм), преподаватель немецкого языка
- 1968 — Интервенция — Жанна Барбье, коммунистка
- 1972 — Развод по-нарымски — Анна Борисовна Старкова, председатель сельсовета
- 1981 — Наше призвание — Эльза Густавовна Канцель (Эльгуста), преподаватель музыки
- 1986 — Я вожатый форпоста — Эльза Густавовна Канцель (Эльгуста), преподаватель музыки